# Lucienne Radisse
Lucienne Radisse (4 décembre 1899 à Neuilly-sur-Seine – 19 janvier 1997 à Asnières-sur-Seine) est une violoncelliste, actrice française, épouse du journaliste Jean Fannius et belle-fille du compositeur Henri Büsser, ayant épousé son fils Yves en secondes noces en 1932.
Elle a joué dans un film, Le Bluffeur de Henry Blanke et André Luguet, réalisé en 1932, où elle incarne Francine Dell, l'amie de Gar.
Passionnée de conduite automobile, elle a rendu service pendant la seconde Guerre mondiale comme chauffeur bénévole, puis ambulancière.
En juin 1986, elle est décorée de la rosette des Arts et Lettres des mains d'André Navarra.

## Iconographie
- Lucienne Radisse, affiche lithographique de Paul Colin, vers 1925-1927.

## Distinctions
- Chevalier de l'ordre des Arts et des Lettres